# Krigsansvarighetsprocessen

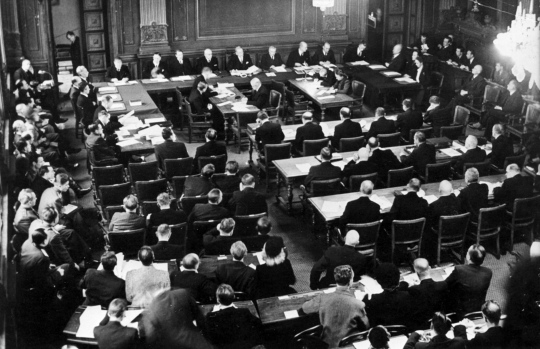
Krigsansvarighetsprocessen i Ständerhuset i Helsingfors, november 1945.

Krigsansvarighetsprocessen (finska: Sotasyyllisyysoikeudenkäynti) ägde rum i Finland mellan november 1945 och februari 1946 där ledande personer ställdes inför rätta för krigsansvarighet.
I finsk-sovjetisk överenskommelse från den 19 september 1944 hade Finland bundit sig att arrestera och ställa ledande personer inför rätta för krigsansvarighet. En bevakningskommitté övervakade att detta skedde tillfredsställande. Eftersom man inte kunde utdöma straff i ärendet var riksdagen tvungen att stifta en lag om krigsansvarighet. Den som på ett avgörande sätt hade påverkat Finlands krig mot Sovjetunionen 1941 eller mot Storbritannien eller förhindrat fredssträvanden under kriget kunde dömas för skadlig myndighetsutövning. 
En krigsansvarighetsrätt tillsattes den 12 februari 1946 där Risto Ryti och Johan Wilhelm Rangell dömdes till 10 år respektive 6 år på tukthus. Edwin Linkomies och Väinö Tanner dömdes till 5 1/2 års fängelse. Berlinambassadören Toivo Mikael Kivimäki dömdes till 5 år, Henrik Ramsay till 2 1/2 år, Antti Kukkonen till 2 år, Tyko Reinikka till 2 år. Samtliga benådades mellan 1947 och 1949. 